# Juan Guillermo Ripperdá
Juan Guillermo de Ripperdá, Baron och Hertig av Ripperda (ursprungligt namn Johan Willem Ripperda), född den 7 mars 1682, död den 5 november 1737, var en nederländsk äventyrare och spansk premiärminister.

## Sänd som ambassadör till Madrid
1715 utsågs han till ambassadör av den holländska regeringen och skickades till Madrid.

## Äktenskap
Juan Guillermo Ripperdá gifte sig två gånger. Hans första fru var Aleida van Schellingwoude. Hans andra fru var spanjorskan Francisca de Xarava del Castillo.